# Presbytère du Mont-Saint-Michel
L'ancien presbytère du Mont-Saint-Michel est un bâtiment à vocation ecclésiastique catholique situé dans le département français de la Manche, sur la commune du Mont-Saint-Michel.

## Historique
Le presbytère a été construit au XVIe siècle-XVIIe siècle.
L'édifice a été inscrit partiellement au titre des monuments historiques par arrêté du 8 décembre 1981 : les façades et toitures sont concernés par la protection.